# Linus Fleck
Linus Fleck oder Der Verlust der Würde ist ein satirischer Roman von Hans Werner Richter aus dem Jahr 1958.

## Inhalt
„Linus Fleck“ ist eine Satire über die westdeutsche Gesellschaft der frühen Nachkriegszeit. Der Autor übt Kritik an denjenigen, die schnell das große Geld gemacht haben, ohne eine solide Grundlage für ihren Erfolg zu schaffen. Er bringt zum Ausdruck, dass man über kurz oder lang genauso schnell und tief fallen kann, wie man zuvor aufgestiegen war.
Der Roman spielt in München in den Jahren 1945–1955. Es beginnt damit, dass der Vater des Protagonisten Linus Fleck stirbt, und dieser nun vollkommen auf sich gestellt ist, da seine Mutter die Familie schon vor langer Zeit wegen eines anderen Mannes verlassen hatte. Als die Amerikaner einmarschieren, hängt sich der 17-jährige Linus an sie, um eine privilegierte Stellung und einen raschen sozialen Aufstieg zu erreichen. Tatsächlich schafft er in kürzester Zeit den sprichwörtlichen Weg vom Tellerwäscher zum Millionär. Er wird zunächst Herausgeber einer neu gegründeten politischen Jugendzeitschrift, später einer Zeitung der Regenbogenpresse. Linus hat mit diesen Unternehmen eine ganze Weile guten Erfolg.
Parallel zu seiner Karriere verlaufen die von zwei ehemaligen Schulkameraden, Sigrid Merck und Waschbottel. Jedoch zeichnet sich schnell ab, wer sich in seinem Geschäft wirklich etabliert hat und wessen Wohlstand nur von kurzer Dauer sein wird.
Während Linus und Sigrid versuchen, in der neuen Medienbranche Fuß zu fassen, traut Waschbottel der Entwicklung nicht. Zwar arbeitet er zunächst als Redakteur bei Linus, entschließt sich dann aber doch, einen sicheren und altbewährten Beruf zu ergreifen, und geht in die Schweiz, um dort Professor an einer Universität zu werden. Wie man am Ende der Geschichte bzw. im Nachwort erfährt, hat er damit die richtige Entscheidung getroffen: Vielen, die in neuen Branchen ihr Glück versuchen, ergeht es ähnlich wie Linus und Sigrid. Diese müssen am eigenen Leib erfahren, von welch kurzer Dauer Erfolg sein kann, wenn man als Außenseiter versucht, sich in einem Metier zu etablieren. Sie enden dort, wo sie begonnen haben.

## Die Hauptpersonen
Die drei Hauptpersonen Linus Fleck, Peter Waschbottel und Sigrid Merck, die von allen nur der „Engel von Fontainebleau“ genannt wird, starten unter denselben Bedingungen: Sie wohnen im selben kleinen bayerischen Dorf, sind alle ungefähr 17 Jahre alt und gehen in dieselbe Klasse, bis der Unterricht aufgrund des Zweiten Weltkrieges entfallen muss. Sie entwickeln sich jedoch unter dem Einfluss der Besatzung und der aufkommenden Aufbruchsstimmung in unterschiedliche Richtungen weiter. Die drei stehen stellvertretend für die gesamte deutsche Bevölkerung, welche von Hans Werner Richter aufgrund ihrer Einstellungen und „Erfolgsrezepte“ in einer Zeit, in der nichts unmöglich schien und anscheinend jedem jeder Weg offen stand, in zwei verschiedene Rubriken eingeteilt wird. Alle drei Personen haben, wie auch der gesamte Roman, reale Vorbilder, wie man dem Nachwort entnehmen kann.

### Peter Waschbottel – der oppositionelle Intellektuelle
Peter Waschbottel bezeichnet sich selbst als „ohnmächtigen Opponenten“. Vom Autor wird er im Nachwort der Gruppe der oppositionellen Intellektuellen zugerechnet.
Als Linus das Angebot bekommt, Chefredakteur und Herausgeber einer neu gegründeten Zeitung zu werden, stellt er Waschbottel als Redakteur ein. Man merkt schnell, dass er im Gegensatz zu Linus eine eigene Meinung hat und sich nicht wie ein Schiff von den aufkommenden Stimmungen treiben lässt. Er stützt diese Meinung auf geschichtliche Ereignisse und die Aussagen berühmter Politiker oder Philosophen und den Schlüssen, die er daraus für sich zieht. Dies wird immer wieder in seinen Reden und Zeitungsartikeln sichtbar. Waschbottel ist aus tiefstem Herzen Demokrat und bezeichnet die amerikanische Militärregierung als Diktatur, die ihre Aufgabe der Umerziehung der Deutschen von Nazis zu Demokraten nur ungenügend wahrnimmt. Seiner Meinung nach ist „Kritik das Salz der Demokratie“ und dementsprechend nimmt er in seinen Texten kein Blatt vor den Mund. Von den Besatzern wird er aufgrund eines ihnen gegenüber äußerst kritischen Artikels als „Nihilist“ bezeichnet, was auf ein Erlebnis des kritischen Journalisten Hans Werner Richter anspielt, der von der amerikanischen Kulturleitstelle des Nihilismus beschuldigt wurde.
Seine Kritik an der damaligen Gesellschaft äußert Waschbottel in Form von Satiren, die er in Linus Zeitschriften unter dessen Namen veröffentlicht. Doch statt die ausgeübte Kritik zur Kenntnis zu nehmen und an Verbesserung zu arbeiten, zeigen die amerikanischen Besatzer Unverständnis. Die Reaktion der Bevölkerung wird nicht erwähnt. Nachdem die Zeitschrift „Korkenzieher“ aufgrund mangelnder Nachfrage aufgegeben werden muss, entschließt sich Waschbottel, in die Schweiz zu emigrieren, um dort als Professor an einer Universität zu lehren.

### Linus Fleck – ein Spielball des Glücks
An derselben Stelle, an der Waschbottel sich selbst in seiner satirischen und leicht sarkastischen Art als „ohnmächtigen Opponenten“ des neuen Systems bezeichnet, steckt er Linus in die Kategorie „[der billigen Protzer]“, die „den Weg des Geldes gehen“. Er repräsentiert den Typus des Opportunisten, der glaubt, sich klug anzustellen, wenn er andere Personen durch seine regelmäßigen Zahlungen in Form von Lebensmitteln an sich bindet. Doch statt langfristig zu gewinnen, gerät er hierbei mehr und mehr in die Rolle des Ausgenutzten und wird so zum Opfer der neuen „gewinn-stress-zerstörten Gesellschaft“ (Ingeborg Drewitz).
Zu Beginn des Romans ist er einer der wenigen Leute im Land, die aufgrund ihrer Beziehung zu den amerikanischen Besatzern über Lebensmitteln verfügen. Zwar liegt er zunächst richtig mit seiner Meinung, aufgrund der Nahrungsmittel alles erreichen oder erzwingen zu können. Jedoch ist er dem schnellen Wandel der Zeit und dem damit verbundenen wirtschaftlichen Aufschwung nicht gewachsen und realisiert es deshalb nicht, als sein Einfluss immer kleiner und somit die Stützen seiner Karriere immer wackeliger werden.
Der Figur des Linus Fleck fehlt das eigenständige Profil, da er hauptsächlich als Spielball anderer Personen erscheint. Zunächst Waschbottel, später der neureiche Herr Nießburg benutzen seinen Namen und seinen zunächst guten Ruf, um ihre eigene Meinung kundzutun und ihre eigenen Ziele zu erreichen, ohne selbst etwas zu riskieren. An dieser Methode erkennt man die Instabilität dieses Geschäftsbetriebs und es ist für den Leser keineswegs überraschend, dass der Protagonist am Ende des Romans wegen Rufmords und zu hoher Verschuldung vor Gericht steht. Linus selbst glaubt bis zuletzt daran, einen geschickten Schachzug gemacht zu haben, und denkt nicht weiter kritisch darüber nach.
Ein Grund dafür ist, dass Linus keine eigene Meinung hat, sondern immer die der Anderen übernimmt. Als er die Kritik seines amerikanischen Vorgesetzten für einen von Waschbottel geschriebenen Artikel einstecken muss, gibt er diese dem Redakteur gegenüber mit fast exakt dem gleichen Wortlaut wieder, in dem er sie empfangen hatte. Sogar als er von Lina Knass (die Frau seines ehemaligen Rektors, durch die er sein neues Zeugnis bekommen hat) sexuell bedrängt wird, überlegt er sich, was Waschbottel wohl in dieser Situation sagen und machen würde.

### Der Engel von Fontainebleau – Opfer des Aufschwungs?
Sigrid Merck kann der gleichen Rubrik wie Linus Fleck zugeordnet werden. Auch sie profitiert von der neuen Aufbruchsstimmung, schaffte es, sich in einem Metier zu etablieren, von dem sie zunächst keine Ahnung hat (Filmverleih), und kommt dank der Amerikaner schnell zu viel Geld. Der Unterschied zwischen ihr und Linus ist jedoch, dass sie sich nicht auf ihr Glück verlässt, sondern, wie man es erst zum Schluss des Romans erfährt, hart arbeiten muss, um ihr Ziel zu erreichen. Sie musste viel Geld investieren, hat oft Lehrgeld zu zahlen, hat aber aus ihren Fehlern gelernt und ihre Konsequenzen gezogen. Zwar ist sie bis zum Ende der Geschichte erfolgreich, doch erfahren wir im Nachwort, dass auch sie, oder zumindest ihre reales Vorbild, der schnelllebigen Zeit zum Opfer gefallen ist. Ihre Filme kamen aus der Mode und sie hat es nicht rechtzeitig geschafft, umzusatteln.

## Satire, ja, aber gegen wen?
Der Satiriker ist ein gekränkter Realist, der die Welt gut haben will und da diese es aber nicht ist, rennt er nun gegen das Schlechte an. (frei nach Kurt Tucholsky)
Der Untertitel des Romans „Linus Fleck“ lautet „Ein satirischer Roman“. Es lassen sich mehrere satirische Aspekte in dem Werk finden. Es ist zum einen der Satiriker unter den Hauptpersonen, dessen Platz in diesem Werk eindeutig Peter Waschbottel übernimmt. Zum anderen ist es aber auch die satirische Rolle des gesamten Romans, die interessant zu sehen ist.

### Peter Waschbottel – eine satirische Figur
Der Autor hat die Nachkriegswelt am eigenen Leibe erfahren und hat teilweise stark unter der eingeschränkten Meinungsfreiheit gelitten. Zwar durfte man nach dem Gesetz in Deutschland alles sagen, was man wollte, jedoch war dies in der Praxis nicht immer so der Fall. Zum Beispiel reagierten die Besatzer im Westen sehr sensibel auf alles, was auch nur einen Hauch von Kommunismus mit sich brachte. Und da Richter vor dem Zweiten Weltkrieg für zwei Jahre Mitglied in der KPD gewesen war, hatte er es nach dem Krieg unter den antikommunistischen Besatzern nicht gerade leichter. So wurde zum Beispiel die von ihm herausgegebene Zeitschrift „Der Ruf“ schon nach kurzer Zeit verboten.
Es ist wohl unter anderem dieses Erlebnis, das ihn dazu veranlasst hat, sich in diesem Roman immer wieder kritisch gegenüber den Besatzern und ihrer Auffassung von Demokratie zu äußern. Diese „Aufgabe“ und somit die Rolle des Satirikers unter den Personen übernimmt in diesem Fall Waschbottel.
Zwar hält sich Waschbottel meist an die Vorgaben, die ihm hinsichtlich der Form und des Inhalts seiner Artikel von Linus bzw. Major Howard (der Exfreund von Linus’ Mutter und Linus’ Vorgesetzter) gemacht werden. Wenn man ihn jedoch einfach schreiben lässt, dann kann man seine eigene Meinung meist deutlich herauslesen. Das Gleiche gilt für seine Reden.
Bei der Verabschiedung eines amerikanischen Soldaten hält er zum Beispiel eine Rede zu Ehren der transatlantischen Besatzer. Darin lobt er sie für die außerordentlichen Verdienste, die diese mittels ihrer Umerziehung erreicht hätten. Doch statt, wie man erwarten würde, auf die politischen Aspekte einzugehen, spricht er nur von den Blue Jeans und dem Jazz, die im Rahmen dieser Umerziehung nun zum Kult der deutschen Jugend geworden waren. Dies kann ganz eindeutig als Seitenhieb auf deren Politik gesehen werden.
Ein anderes Beispiel hierfür ist ein Gespräch zwischen Waschbottel und Linus, in dem Peter feststellt, dass die Amerikaner beim deutschen Volk meist sehr beliebt sind. Der Grund: sie verfügen über das Essen, das bei den Normalsterblichen im Moment so knapp ist. Die eigentliche Aussage ist, dass die Besatzer eigentlich verhindern sollten, dass die Bevölkerung Hunger leidet. Sie sollten notwendige Maßnahmen ergreifen, um dies zu verhindern, anstatt sozusagen ein Monopol auf Nahrungsmittel zu errichten, das die Besetzten fast zur Kollaboration zwingt. In diesem Zusammenhang spricht er auch über den so genannten „Kalorien-Eros“, also „die Verbindungen zwischen Hunger und Sex“, der wohl einige dazu veranlasste, mehr oder weniger ungewollte Verbindungen einzugehen.

### Linus Fleck – Ein satirischer Roman
Das Thema der frühestmöglichen Verhinderung schlechter Literatur war Hans Werner Richter sowie allen anderen Mitgliedern der Gruppe 47 ein besonderes Anliegen. In den Treffen der Gruppe wurde regelmäßig über Werke von meist jungen Autoren diskutiert. Viele wurden dabei so verrissen, dass diese Autoren danach für alle Zeit von der Schriftstellerei geheilt und sämtlicher Illusionen beraubt waren. Kein Wunder also, dass auch dieser Personenkreis einen Vertreter in diesem Roman stellt. Es ist Linus Fleck. Obwohl er Herausgeber einer Zeitung ist, versteht er nichts vom Schreiben. Sein Zeugnis ist gekauft und er lässt in den meisten Fällen andere diesen Job für sich erledigen. Wenn er selbst zur Feder greift, kommt in den meisten Fällen eine Katastrophe heraus. Die letzte Ausgabe seiner Zeitschrift „Hallo hier Film“ ist schließlich sogar Grund dafür, dass er nach Amerika auswandern muss, um einer Gefängnis- und mehreren Geldstrafen zu entgehen.
Richter war dem schnellen Aufschwung und sämtlichen neuen Systemen sowie politischen Methoden gegenüber sehr skeptisch eingestellt. Auch er scheint immer eine solide, altbewährte Basis für alle seine Meinungen zu haben und nichts von „glücklichen Umständen“ zu halten, die einem zu schnellem Geld verhelfen.
Dieses Thema betreffend findet man immer wieder ein paar satirische Kommentare. Ein Beispiel ist das neue Kreditsystem. Linus scheitert letzten Endes (unter anderem) daran, dass er sich haushoch verschuldet hat und den Kredit nicht mehr zurückzahlen kann. Beim Thema Ost-West-Politik beschreibt der Autor ein Treffen zwischen ostdeutschen und westdeutschen Schriftstellern, das jedoch an mangelnder Kooperation scheitert.

## Stilmittel

### Einmal nach oben und wieder zurück
Der Roman hat einen ringförmigen Verlauf, was die Hauptperson, Linus Fleck, betrifft. Zu Beginn des Romans ist Linus ganz allein. Seine Mutter hat die Familie schon vor langer Zeit verlassen und sein Vater ist gerade verstorben. Die einzige Person, mit der er in Kontakt steht, ist Sigrid Merck, der Engel von Fontainebleau. Die beiden haben eine kleine Liaison, wobei es für Linus wesentlich ernster zu sein scheint, als es für Sigrid ist. Sie überfällt ihn zwar stürmisch mit Küssen, kümmert sich aber ansonsten wenig um ihn. Auch als Linus’ Vater stirbt, ist sie nicht für ihn da. Im weiteren Verlauf des Buches trennen sich die Wege weitgehend. Zwar wohnen sie in derselben Stadt, doch sind beide meist geschäftlich sehr beschäftigt und haben kaum Zeit, sich zu sehen. Auch scheint das Verlangen beiderseits nicht so groß zu sein. Dafür hat Linus sehr viele neue Freunde oder zumindest Anhänger gefunden. Er ist aufgrund seines großen Erfolges sehr beliebt und verkehrt mit allen wichtigen Persönlichkeiten. Sowie sein Erfolg abnimmt, so verschwinden auch seine so genannten Freunde. Am Ende steht er wieder ganz alleine da. Fast jedenfalls, denn in diesem Augenblick taut die alte Freundschaft zwischen ihm und Sigrid wieder auf. Sie ist es, die ihm schließlich zur Flucht verhilft. Wie schon in Jugendzeiten, empfindet Linus auch zu diesem Zeitpunkt wieder mehr für sie als sie für ihn. Für ihn ist es eine Enttäuschung zu erfahren, dass Sigrid ihn nicht wirklich liebte, sondern sich seiner nur annahm, um ihr Gewissen zu beruhigen.
Ein weiterer Aspekt ist die Sprache. Zu Beginn des Romans redet Linus in einfachen Sätzen ohne jegliche Anglizismen und Fremdwörter. Wenn Waschbottel mit ihm spricht, versteht er meist die Hälfte nicht und Gespräche über politische Themen lässt er meist ebenfalls Waschbottel führen, da er davon keine Ahnung hat. Je mehr Erfolg er hat, umso besser lernt er sich auszudrücken und umso höher wird das Sprachniveau, auf dem er spricht. Es ist kaum mehr ein Unterschied zwischen seiner Art zu sprechen und der seines Kollegen festzustellen. Doch auch das ändert sich genauso schlagartig, wie sein Erfolg abnimmt. Als er zum Schluss alleine in seiner Wohnung ist und schließlich zu Sigrid fährt, spricht er wieder genau das gleiche einfache Deutsch, das er als 17-Jähriger sprach.
Auch die körperliche Statur von Fleck macht diesen ringförmigen Verlauf durch. Zu Beginn des Romans ist er aufgrund des Krieges ausgehungert und dünn. Durch die Zusammenarbeit mit den Amerikanern sitzt er sozusagen an der Quelle der Nahrungsmittel. Nach der langen Hungerzeit isst er, ohne auf seine Figur zu achten. Dabei wird immer dicker. Als er auf dem Höhepunkt seiner Karriere ist, ist auch seine Korpulenz auf dem Höhepunkt. Am Ende des Romans ist er zwar noch nicht so mager wie zu Beginn, aber es lässt sich dennoch auch hier ein Kreis erkennen.
Fast logisch ist, dass auch seine Karriere diesen Kreis mitmachen muss. Linus beginnt als armer Junge, der rein gar nichts mehr besitzt und auch keinen mehr hat, der sich um ihn kümmert, und arbeitet sich dann hoch zum national angesehenen Herausgeber von Zeitschriften. Dementsprechend füllt sich natürlich auch sein Geldbeutel. Doch so schnell, wie seine Karriere begonnen hat, endet sie auch wieder. Anstatt rechtzeitig entsprechende Maßnahmen zu ergreifen, verschuldet sich der vom Erfolg blind gewordene Linus immer mehr, sodass er mehr oder weniger über Nacht alles verliert. Seine Karriere geht steil bergab und die aufgenommenen Kredite können nicht mehr zurückgezahlt werden. Am Ende hat er sogar weniger als zu Anfang des Romans: einen Haufen Schulden und eine drohende Gefängnisstrafe.